# Opsion javanica
Opsion javanica är en tvåvingeart som beskrevs av Bechev 1997. Opsion javanica ingår i släktet Opsion och familjen svampmyggor. Inga underarter finns listade i Catalogue of Life.